# Birker and Austhwaite
Birker and Austhwaite var en civil parish 1866–1934 när det uppgick i Eskdale, i grevskapet Cumbria i England. Parish var belägen 7 km från Ulpha och hade 52 invånare år 1931.